# The Way Out (filme)
The Way Out é um filme norte-americano de 1915, do gênero drama, produzido pela Biograph Company e distribuído por General Film Company.